# Santi Quirico e Giulitta
De Santi Quirico e Giulitta is een kerk in het centrum van de Italiaanse hoofdstad Rome, aan het forum van Augustus. Santi Quirico e Giulitta is een titelkerk, titelkardinaal is Seán Baptist Brady. De kerk is opgedragen aan de martelaars Quiricus en Julitta.
Een eerste kerk op de locatie dateert van de 6e eeuw. Deze kerk werd in de 14e eeuw herbouwd in gotische stijl. In 1733 werd de derde kerk afgewerkt, deze in barok, naar ontwerp van Filippo Raguzzini.

## Titelkerk
- Alessandro Ottaviano de' Medici (1584-1591) (werd later Paus Leo XI)
- Francesco Maria Del Monte (1591-1592)
- Lucio Sassi (1593-1604)
- Michelangelo Conti (1706-1721) (werd vervolgens paus Innocentius XIII)
- Henry-Pons de Thiard de Bissy (1721-1730)
- Gabriele Ferretti (1839-1853)
- vacant (1908-1916)
- Tommaso Pio Boggiani (1916-1929)
- vacant (1929-1958)
- Paul Marie André Richaud (1958-1968)
- vacant (1968-2007)
- Seán Baptist Brady (2007-heden)